# St. Mariä Himmelfahrt (Oedekoven)

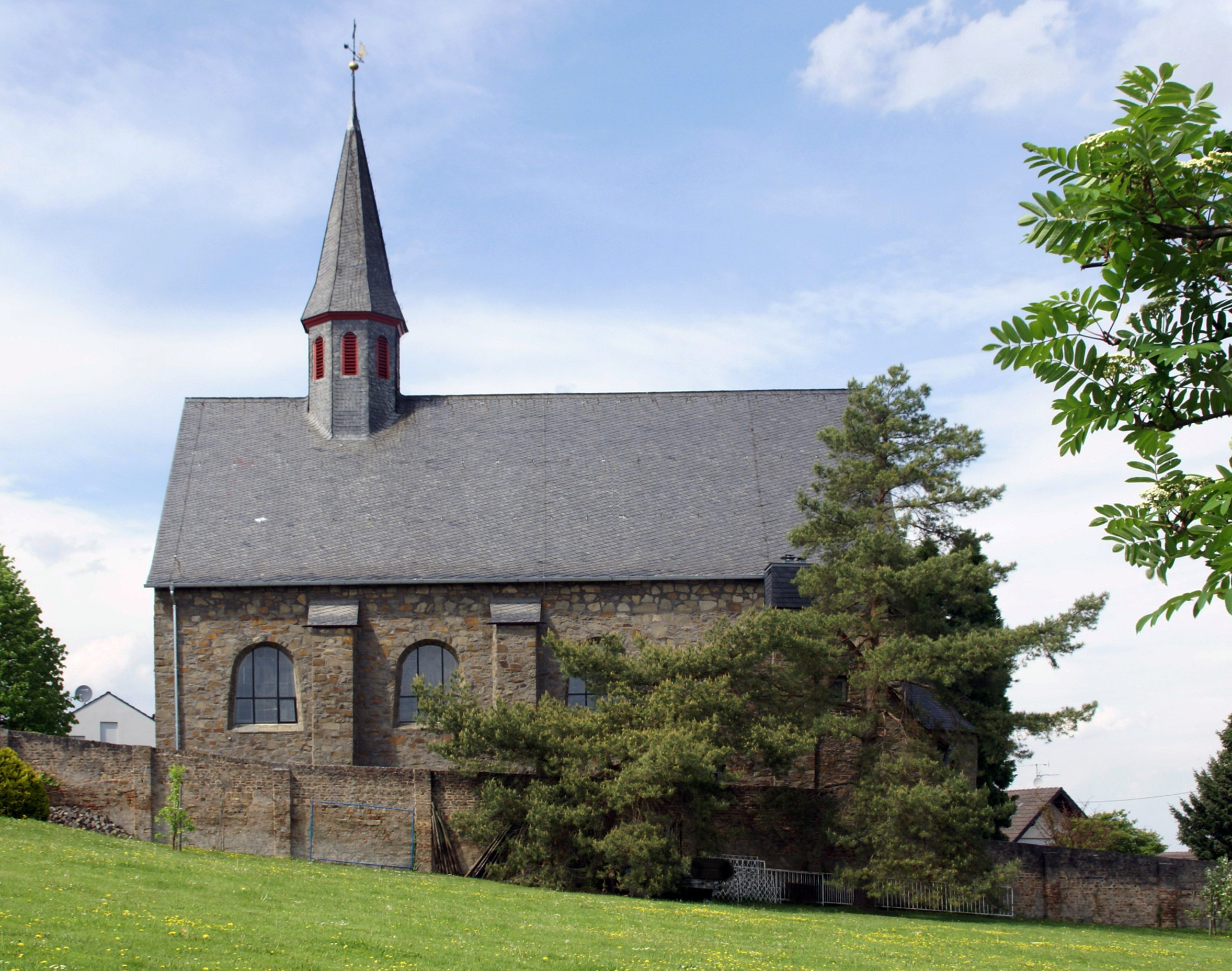
St. Mariä Himmelfahrt (Oedekoven)

St. Mariä Himmelfahrt ist eine römisch-katholische Kirche im Ortsteil Oedekoven der Gemeinde Alfter im nordrhein-westfälischen Rhein-Sieg-Kreis. Sie wurde in den Jahren 1955 und 1956 von dem Architekten Emil Steffann (1899–1968) geplant und gebaut, einem der bedeutendsten Kirchenbaumeister des 20. Jahrhunderts. Ihre Ausstattungsgegenstände stehen als Baudenkmal unter Denkmalschutz.

## Lage
Die Kirche schmiegt sich unterhalb der Kapelle St. Mariä Vermählung an den oberen Teil des Vorgebirgshanges. Schon aus der Ferne weist der Bau ein bodenständiges Gepräge auf. Von den umliegenden Straßen zurückgesetzt, erreicht man die Kirche über Fußwege, die in einen beschaulichen, von einer Grenzmauer, dem Pfarrhaus und der Kirche mit dem Sakristeianbau abgeschlossenen Vorhof münden.

## Architektur
Außenbau: Das Pfarrhaus ist ein schlichter, weißer, eingeschossiger Bau mit einem einfachen Schiefersatteldach. Der untere Haupteingang in das Haus liegt geschützt unter einem Rundbogen aus Bruchsteinen, dem Baumaterial der Kirche. Außen ist sie aus Grauwackebruchsteinmauerwerk, das durch mächtige Strebepfeiler verstärkt wird. Das Dach des Kirchengebäudes korrespondiert mit dem des Pfarrhauses, ergänzt durch den kleinen Glockenreiter.
Eingänge: Der Eingang ist einmal zentral an der Westseite der Kirche durch ein einfaches Holzportal mit einer Eichhörnchenklinke möglich oder durch eine fast versteckt liegende Holztür mit einer Hasenklinke, die über einen kleinen Anbau mit tiefgezogenem Dach zugänglich ist. Die Erschließung des schlichten, einschiffigen, weiß verputzten Kirchenraumes erfolgt vom Haupteingang unterhalb der Orgelbühne längs in West-Ost-Richtung, so dass der Altar geostet, dem Eingang gegenüber und leicht erhöht unter dem Rundbogen der kleinen Konche steht.
Taufkapelle: In der Nordseite der Kirchenwand auf Höhe des Abschlusses der Orgelbühne ist ein schmaler Durchgang, wie in das Mauerwerk eingegraben. Er führt über drei Stufen hinab in eine kleine runde Taufkapelle mit dem im Zentrum stehenden einfachen Taufbecken unter dem tiefgezogenen Dach des seitlichen Eingangsanbaus.
Kapelle: In der Nähe der Kirche befindet sich die Kapelle St. Mariä Vermählung, die im Jahre 1757 geweiht wurde. Früher war sie das einzige Gotteshaus des Ortes, heute wird sie hauptsächlich für meditative Gottesdienste genutzt.
Fenster: Licht in den Kirchenraum wird durch die auffällige Besonderheit gebracht: Ihre großen, trapezförmig angeschnittenen Rundbogen-Glasfenster in einer längs ausgerichteten, strengen Rechteckgitterstruktur mit gegenständlichen Darstellungen. Sie sind einerseits kraftvoll farbig, andererseits verhalten in Grauschattierungen und Gelb ausgeführt. Mit der Wahl farbiger Kirchenfenster für die neue Kirche wurde ein typisches Wesensmerkmal rheinischer Kirchen aufgenommen, deren zahlreiche romanische und gotische Kirchen bunter, bemalter Scheiben bedurften. Der Bedarf an farbigen Kirchenfenstern war daher auch nach dem Zweiten Weltkrieg in der Aufbauphase dieser Region ungebrochen, und zahlreiche Künstler knüpften an die große Tradition der rheinischen Glasmalerei an. Es befindet sich ein großes Rundfenster über dem Haupteingang der Kirche, welches den bildgestaltenden Künstler und die ausführende Glasmalereiwerkstätte nennt. Das Rundfenster besitzt in seiner Mitte den so genannten „Gnadenstuhl“: Christus, am Kreuz hängend, wird von Gott gehalten, über beiden schwebt die Heiliger-Geist-Taube. Hinter dem Kreuz ist ein übergroßer Kelch zu erkennen.
Außerdem befindet sich ein schmales kleines Fenster an der südöstlichen Apsisseite sowie zwei ebensolche Fenster in der Taufkapelle und eines im Vorbau des seitlichen Eingangs.
Der Künstler der Glasfenster war Hans Lünenborg (1904–1990).

## Orgel
Die Orgel wurde im Jahre 1974 von dem Bonner Orgelbauer Johannes Klais errichtet, sie hat 22 Register auf zwei Manualen und Pedal. Die Gestaltung des Prospektes übernahm Josef Schäfer.
Das Instrument hat folgende Disposition:
| I Hauptwerk |                 |       |
| 1.          | Principal       | 8′    |
| 2.          | Holzgedackt     | 8′    |
| 3.          | Octav           | 4′    |
| 4.          | Koppelflöte     | 4′    |
| 5.          | Schweizerpfeife | 2′    |
| 6.          | Larigot         | 1 ⁄3′ |
| 7.          | Mixtur IV       | 2′    |
| 8.          | Trompete        | 8′    |

| II Schwellwerk |             |        |
| 9.             | Rohrgedackt | 8′     |
| 10.            | Blockflöte  | 4′     |
| 11.            | Nasard      | 2 ⁄3′  |
| 12.            | rinzipal    | 2′     |
| 13.            | Terz        | 1 3⁄5′ |
| 14.            | Cymbel III  | 2⁄3′   |
| 15.            | Holzdulcian | 16′    |
| 16.            | Oboe        | 8′     |
|                | Tremulant   |        |

| Pedal |                  |     |
| 17.   | Subbass          | 16′ |
| 18.   | Principalbaß     | 8′  |
| 19.   | Pommer           | 8′  |
| 20.   | Tenoroctav       | 4′  |
| 21.   | Rauschpfeife III | 2′  |
| 22.   | Fagott           | 16′ |

- Koppeln:
  - Normalkoppeln: II/I, I/P, II/P als Pistons oder als Wippen schaltbar
- Spielhilfen: 2 freie Kombinationen, Handregister, Absteller für die Zungen, Tutti, Auslöser

## Glocken
Die vier Glocken der Kirche wurden 1956 von der Glockengießerei Mabilon aus Saarburg gegossen.
| Nr. | Name                                      | Durchmesser (mm) | Masse (kg) | Schlagton (HT-1/16) | Inschrift |
| 1   | Agnus dei                                 | 830              | 340        | h1 –5               | AGNUS DEI, QUI TOLLIS PECCATA MUNDI: DONA NOBIS PACEM („Lamm Gottes, das du hinwegnimmst die Sünden der Welt, gib uns den Frieden“) |
| 2   | Albertus Magnus, Agnes und Johann Baptist | 740              | 240        | cis2 –4             | OREMUS PRO BENEFACTORIBUS NOSTRIS, TAM VIVIS, QUAM DEFUNCTIS! RETRIBUERE DIGNARE, DOMINE, OMNIBUS NOBIS DONA FACIENTIBUS PROPTER NOMEN TUUM VITAM AETERNAM. AMEN. („Lasset uns beten für unsere Wohltäter, die lebenden wie die verstorbenen! Du wollest gewähren, Herr, allen, die uns Gaben spenden, um Deines Namens willen das ewige Leben. Amen.“) |
| 3   | Maria                                     | 650              | 170        | dis2 –5             | VIRGO, IN CAELUM ASSUMPTA: ORA PRO NOBIS! („Jungfrau, die in den Himmel aufgenommen wurde, bete für uns!“) |
| 4   | Laurentius                                | 540              | 95         | fis2 –6             | SANCTUS LAURENTIUS MARTYR: ORA PRO NOBIS! („Heiliger Martyrer Laurentius, bitte für uns!“) |